# Порт Таунсенд (Вашингтон)
Порт Таунсенд (енгл. Port Townsend) град је у америчкој савезној држави Вашингтон. По попису становништва из 2010. у њему је живело 9.113 становника.

## Демографија
Према попису становништва из 2010. у граду је живело 9.113 становника, што је 779 (9,3%) становника више него 2000. године.
| Група             | 2000.         | 2010.         |
| Белци             | 7.659 (91,9%) | 8.224 (90,2%) |
| Афроамериканци    | 48 (0,6%)     | 46 (0,5%)     |
| Азијати           | 106 (1,3%)    | 156 (1,7%)    |
| Хиспаноамериканци | 192 (2,3%)    | 305 (3,3%)    |
| Укупно            | 8.334         | 9.113         |